# Верхньоманай
Верхньомана́й (рос. Верхнеманай) — село у складі Упоровського району Тюменської області, Росія.
Населення — 101 особа (2010, 116 у 2002).
Національний склад станом на 2002 рік:
- росіяни — 92 %